# جزیره سهیل

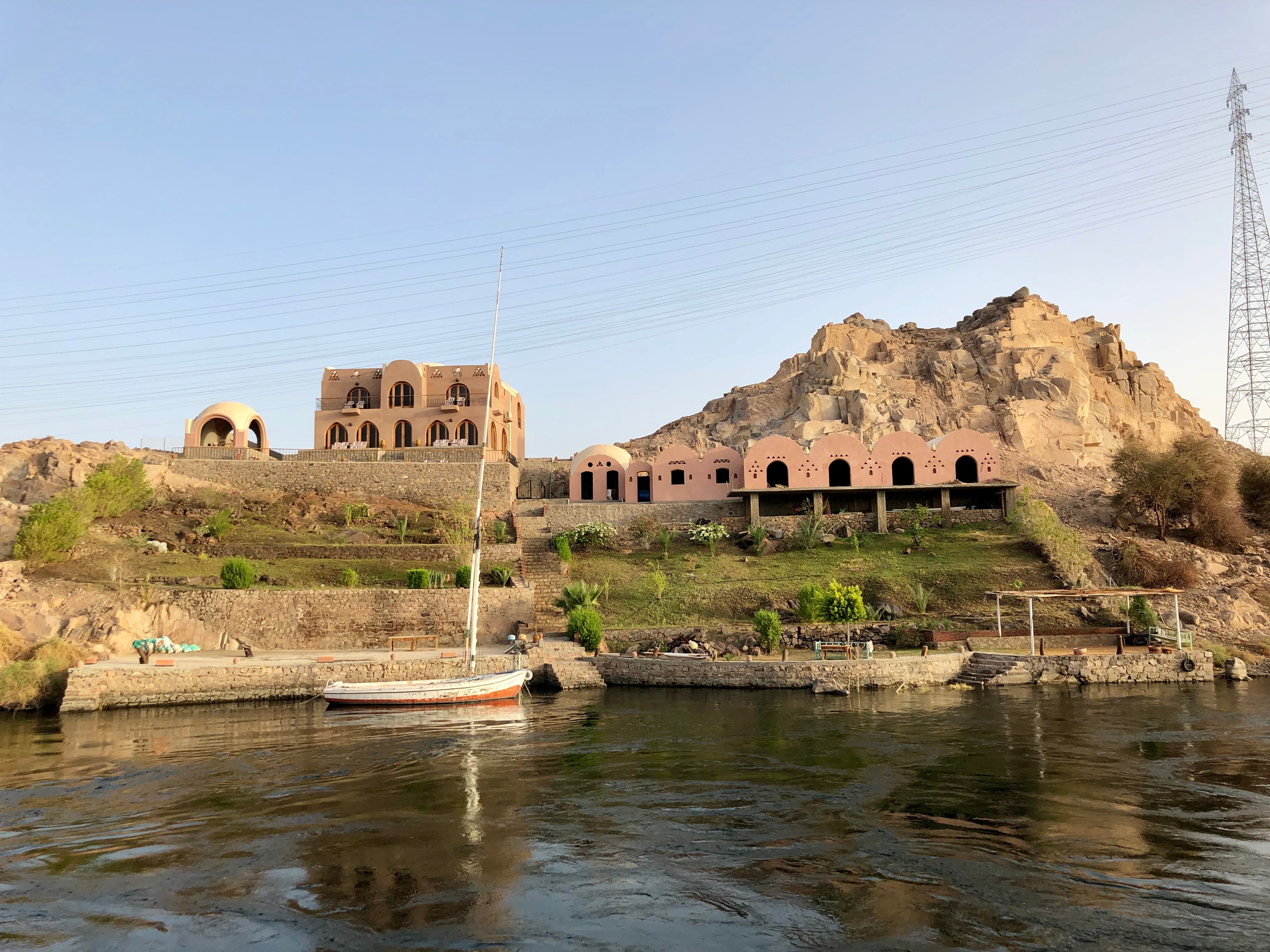
جزیره سهیل

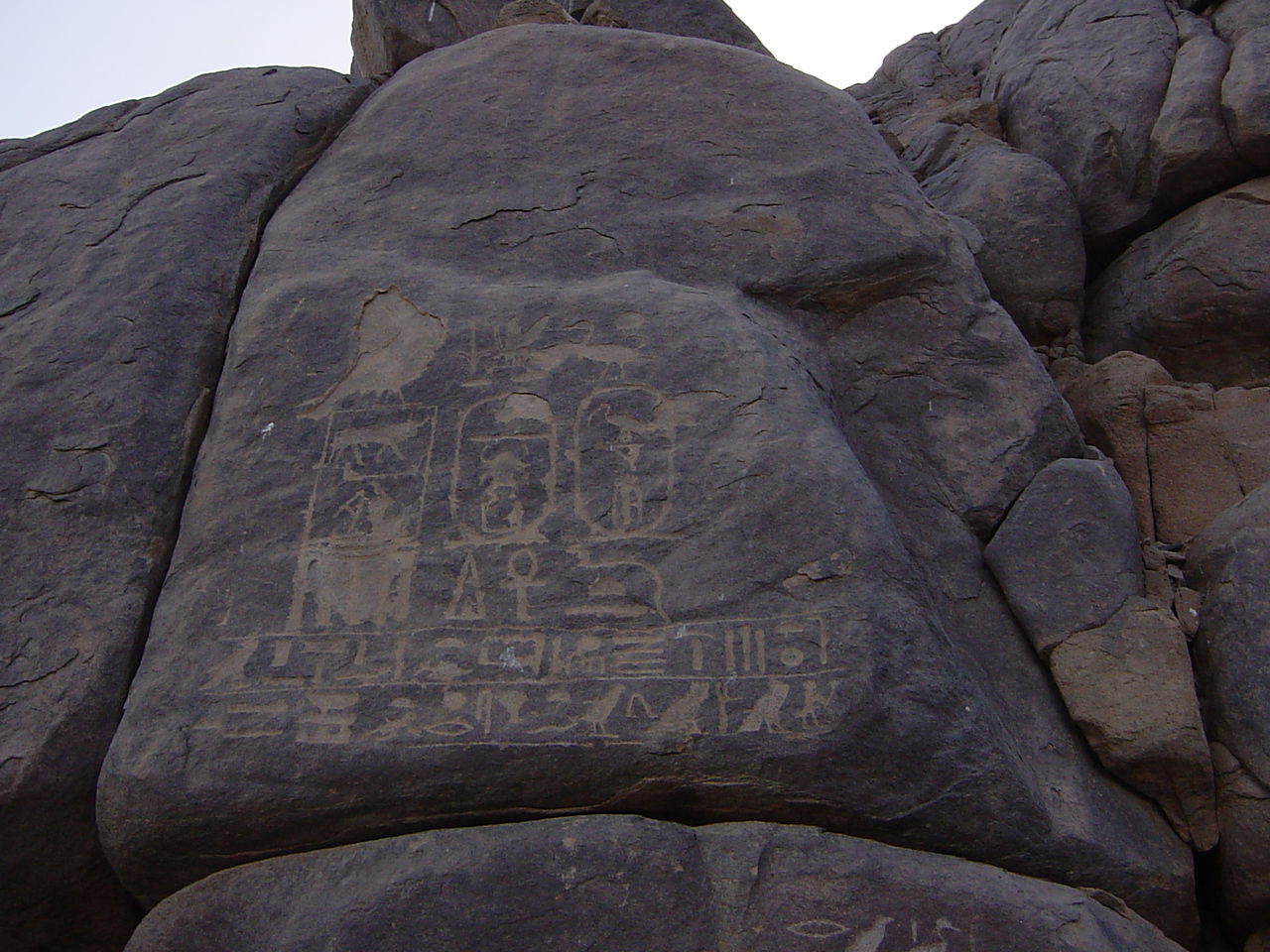
کتیبه‌های سهیل، در تخته سنگ گرانیت جزیره.

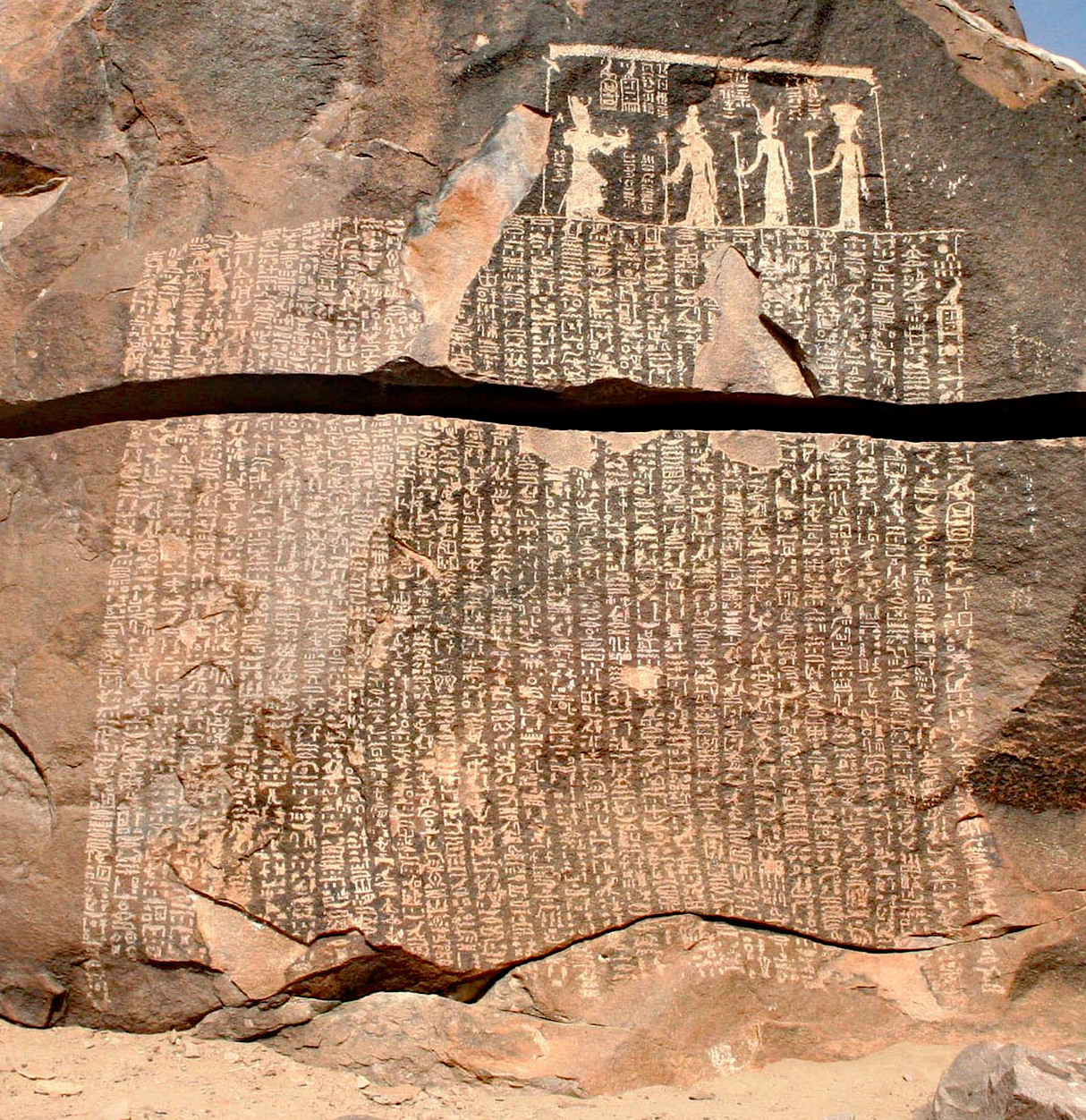
تابلوی قحط‌سالی.

جزیره سهیل (عربی: جزيرة سهيل) یکی از جزایر رودخانه نیل مصر است که در جنوب شهر اسوان قرار دارد و دارای یک روستای نوبی نمونه است که جاذبه توریستی برای آشنایی با فرهنگ «نوبیایی» دارد. این جزیره در ابتدا یک معدن بود که مصری‌های باستانی گرانیت از آن استخراج می‌کردند. این جزیره ۴٬۱۸۰ نفر جمعیت دارد.

## مناظر دیدنی
- یکی از روستاهای نوبیا معمولی است
- یک معبد مصری و آثار تاریخی مذهبی
- تابلوی قحط‌سالی[۲]